# Cambarus sphenoides
Cambarus sphenoides е вид ракообразно от семейство Cambaridae. Видът не е застрашен от изчезване.

## Разпространение и местообитание
Разпространен е в САЩ (Кентъки и Тенеси).
Обитава скалистите дъна на сладководни басейни, реки и потоци.